# Dasychira titan
Dasychira titan är en fjärilsart som beskrevs av Collenette 1959. Dasychira titan ingår i släktet Dasychira och familjen tofsspinnare. Inga underarter finns listade i Catalogue of Life.